# Demencia semántica
La Demencia semántica (DS) es una forma de  demencia frontotemporal,es una  enfermedad neurodegenerativa progresiva caracterizada por la pérdida gradual de la memoria semántica, tanto en el aspecto verbal como en el no verbal. No obstante, los síntomas más comunes se manifiestan en el terreno verbal (con pérdida del conocimiento del significado de las palabras), por lo que en algunas ocasiones se ha considerado incorrectamente como un trastorno primario del lenguaje (supuestamente, una afasia progresiva de tipo fluente).
La DS es uno de los tres síndromes clínicos canónicamente asociados a la degeneración lobular frontotemporal (DLFT). Se trata de un síndrome definido clínicamente, pero se ha asociado a una atrofia predominantemente del lóbulo temporal (más frecuentemente del izquierdo que del derecho), por lo que en ocasiones se le ha denominado como la variante temporal de la DLFT.

## Historia
Fue descrita por primera vez por Arnold Pick en el año 1904, pero más recientemente fue definida y descrita por Elizabeth Warrington en el año 1975. No obstante, no recibió el nombre de "demencia semántica" hasta el año 1989. La asociación de la enfermedad con la atrofia del lóbulo temporal fue realizada por John Hodges et al. en 1992, en una descripción clásica de sus características clínicas y neuropsicológicas.

## Cuadro clínico
Los pacientes de DS suelen referir dificultad para encontrar determinadas palabras. Los signos clínicos incluyen afasia fluente, anomia, deterioro en la comprensión del significado de las palabras y agnosia visual asociativa (incapacidad para emparejar fotografías u objetos semánticamente relacionados). A medida que la enfermedad avanza, los cambios que se producen en el comportamiento y la personalidad suelen ser similares a los acaecidos en el caso de la demencia frontotemporal, aunque se han descrito algunos casos de demencia semántica "pura", con manifestaciones tardías de los síntomas conductuales.

## Diagnóstico

### Pruebas neuropsicológicas
Los pacientes muestran un rendimiento bajo en las pruebas de conocimiento semántico. Los tests publicados incluyen tareas verbales y no verbales, por ejemplo, el Concrete and Abstract Word Synonym Test de Warrington, o el Test de Pirámides y Palmeras de Howard y Patterson (1992). Las pruebas también han revelado déficits en la denominación de fotografías (con errores semánticos, como por ejemplo, responder "perro" ante la fotografía de un hipopótamo), y una disminución de la fluidez de categorización.

### Técnicas de neuroimagen
Las imágenes estructurales obtenidas mediante resonancia magnética muestran un patrón característico de atrofia en los lóbulos temporales (presominantemente en el izquierdo), con mayor afectación de las zonas inferior y anterior que de las zonas superior y posterior. Esto diferencia a esta patología de la enfermedad de Alzheimer Los metaanálisis de los estudios realizados con resonancia magnética y tomografía por emisión de positrones confirman estos hallazgos al identificar las alteraciones en los polos temporales inferiores y en la amígdala como los focos principales de la enfermedad (áreas cerebrales que han sido relacionadas con el manejo de conceptos, el procesamiento de la información semántica y la cognición social). Con base en estas técnicas de neuroimagen, la demencia semántica puede disociarse regionalmente de los otros dos subtipos de degeneración lobular frontotemporal: la demencia frontotemporal y la afasia progresiva no fluente.

### Histopatología
La mayor parte de los enfermos de DS presentan inclusiones positivas para ubiquitina y TDP-43, y negativas para tau, aunque se han descrito más raramente otro tipo de patologías, como la enfermedad de Pick tau positiva y la enfermedad de Alzheimer.

### Estudios genéticos
Es poco habitual que la demencia semántica se manifieste como un trastorno hereditario, apareciendo en la mayoría de los casos de forma esporádica.

## Tratamiento
Actualmente, no existe un tratamiento curativo satisfactorio para esta enfermedad. Dada la incapacidad que conlleva para los pacientes, el tratamiento de apoyo es esencial en estos casos.